# Guš Dan

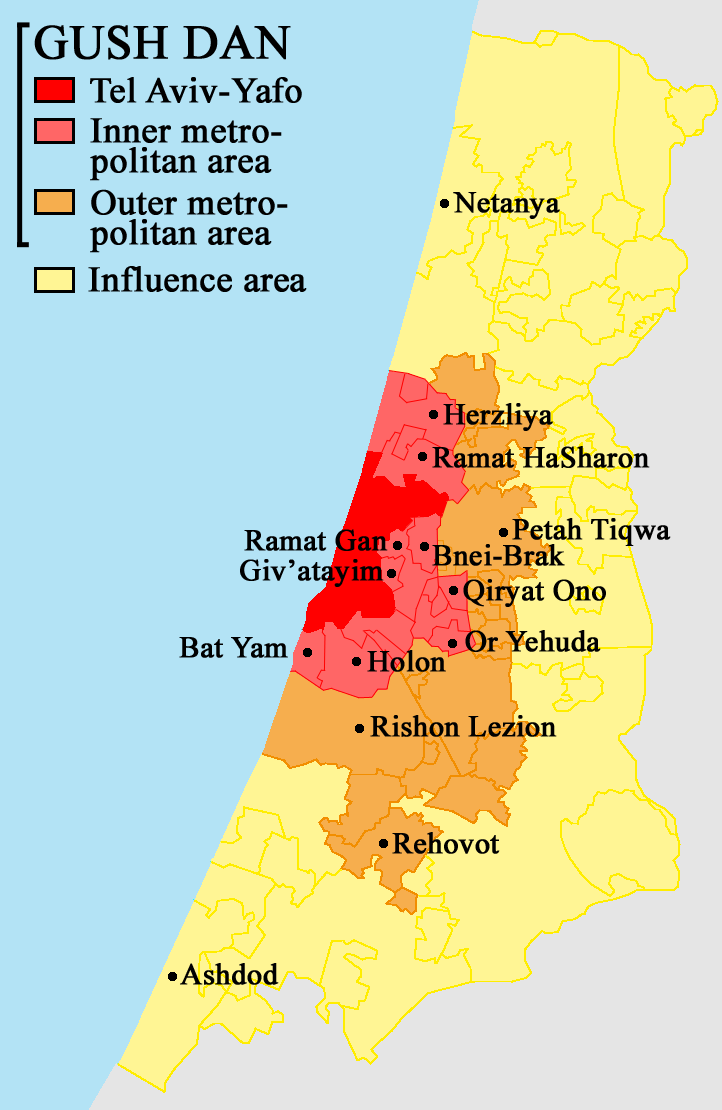
Mapa oblasti Guš Dan

Guš Dan (hebrejsky: גוש דן) je metropolitní oblast Tel Avivu, která zahrnuje oblast Tel Avivu a Centrálního distriktu v Izraeli. Nachází se při Středozemním moři a je největší izraelskou metropolitní oblastí. Její populace čítá přes 3 miliony obyvatel.

## Dějiny
Název Guš Dan znamená doslova „Blok Dan“ a jmenuje se tak proto, že tato oblast byla za Izraelského království územím kmene Dan. Podle Tanachu se kmen původně pokusil usadit v centrální přímořské oblasti Kanaánu, ale kvůli nepřátelství Pelištejců, kteří tam již žili, se museli usadit v kopcovité krajině s vyhlídkou na údolí Sorek. Místo tábora začalo být známé jako Machane Dan („Tábory Dan“). Území, na kterém se pokusili usadit, se rozkládalo od Jopy (dnešní Jaffy) na severu po Šefelu na jihu. Kvůli nepřátelství ze strany Pelištejců se kmen Dan nakonec vzdal nadějí usídlit se poblíž centrálního pobřeží a namísto toho migroval na sever země. Po dobytí města Lajiš přemístil kmen své hlavní město tam a přejmenoval ho na Dan. Přesto se jako Guš Dan označuje původní oblast.

## Prstence
Guš Dan se dělí na vnitřní a vnější prstenec:
- Vnitřní prstenec zahrnuje Telavivský distrikt a města: Tel Aviv, Bat Jam, Cholon, Ramat ha-Šaron, Ramat Gan, Giv'atajim, Bnej Brak, Herzlija, Or Jehuda, Givat Šmuel, Kirjat Ono a další města.
- Vnější prstenec zahrnuje města: Petach Tikva, Hod ha-Šaron, Kfar Saba, Ra'anana, Jehud-Monoson, Ramla, Lod, Rišon le-Cijon, Nes Cijona, Rechovot atd.

## Doprava
Na autobusovou dopravu v metropolitní oblasti Guš Dan se zaměřuje společnost Dan Bus Company, i když v některých městech oblasti je postupně vytlačována společností Kavim company. Oblast je napojena na většinu hlavních izraelských dálnic, jako je dálnice 1, dálnice 2, dálnice 4 a dálnice 5. Dopravní dostupnost také zajišťuje místní Ajalonská dálnice.